# Garde champêtre
Una garde champêtre (letteralmente guardia rurale) è la combinazione di una guardia forestale, guardiacaccia e ufficiale di applicazione del codice in alcuni comuni rurali in Francia.
L'area di responsabilità e talvolta il corpo delle Gardes champêtres sono indicati come Police rurale.

## Organizzazione
Il suo compito è riferire al sindaco locale. Molti di questi ufficiali portano armi da fuoco (spesso affrontano bracconieri, molti dei quali sono essi stessi armati) e altre armi. I sindaci decidono quali armi fornire loro, ma le gardes champêtres possono acquistare, conservare e trasportare una gamma di armi molto più ampia di quella consentita dalla polizia urbana (Police municipale). Non sono sotto la supervisione della Gendarmerie ma sotto la supervisione del sindaco, il loro datore di lavoro. La garde champêtre è autorizzata a determinare dati personali e a prendere verbali.

## Storia e sviluppo futuro

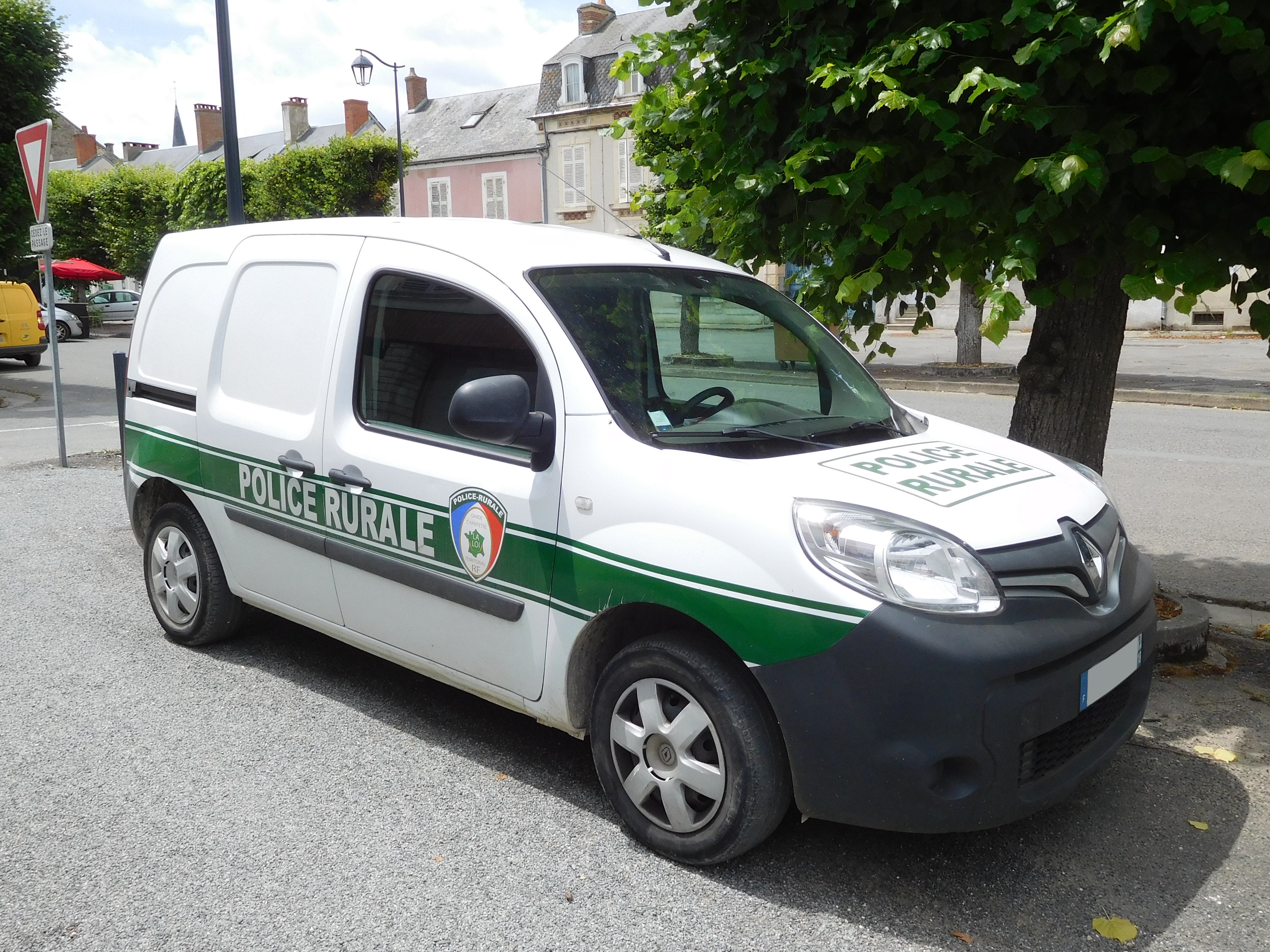
Furgone delle guardie campestri

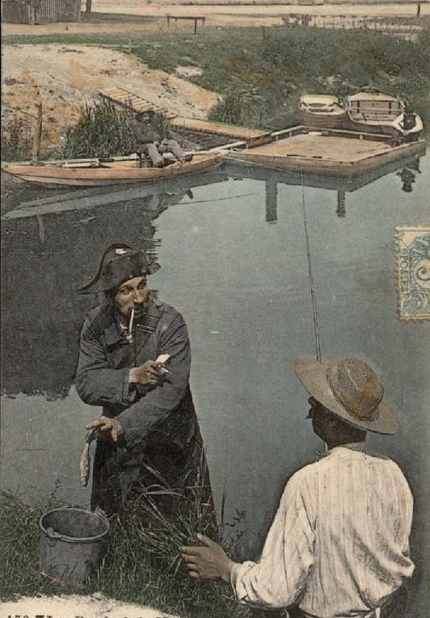
Una guardia campestre controlla un pescatore nell'Ottocento

L'istituzione della Garde champêtre può essere fatta risalire al Medioevo. Dal 1791 al 1958 fu obbligatorio per ogni comune rurale assumere una Garde champêtre. Da allora molti comuni precedentemente rurali sono stati fortemente o totalmente urbanizzati e il numero di Garde champêtre si è ridotto ogni anno. Un progetto di legge del 2014 prevedeva l'integrazione delle restanti gardes champêtres con la police municipale e gli agenti di controllo stradale (agents de surveillance de la voie publique) nella nuova police territoriale.
Mentre c'erano tra le 15 000 e le 20 000 garde champêtre in Francia negli anni 1960, ce n'erano meno di 2 000 nel 2010.

## Uniformi e insegne di grado
Le sue divise non sono regolamentate e sono a discrezione del sindaco; sono tradizionalmente verdi. L'unico elemento obbligatorio del loro abbigliamento è un distintivo di metallo o una toppa di stoffa recante le parole: "LA LOI" (la legge), il nome del comune e quello della garde champêtre. Non possono legalmente indossare l'abito attribuito alla Police municipale (blu marino con passamaneria azzurra).

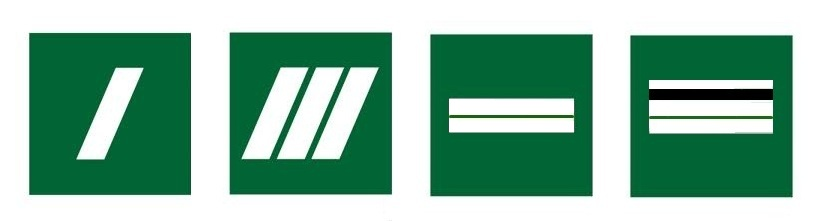
Insegne di grado da sinistra a destra:
Garde Champêtre principal stagiaire
Garde Champêtre principal titulaire
Garde Champêtre chef
Garde Champêtre chef principal